# Соглашения «Осло»
Соглашения «Осло» (также «Соглашение о принципах») — серия из двух (Соглашение «Осло I» и Соглашение «Осло II») двусторонних международных соглашений по результатам секретных переговоров (в Осло и в Египте) между Израилем и Организацией освобождения Палестины (ООП) с целью урегулирования израильско-палестинского конфликта, проходивших под эгидой Норвегии.

## Предшествующие события
На протяжении многих лет правительства Израиля вели переговоры с соседними арабскими государствами относительно судьбы территорий Иудеи и Самарии и Сектора Газа и отказывались вести переговоры непосредственно с ООП, которую Израиль считал террористической организацией, и которая поставила своей целью «ликвидацию Государства Израиль, изгнание из Палестины большинства еврейских переселенцев и создание демократического и светского государства».
В 1974 году произошло укрепление статуса ООП в связи с объявлением Лигой арабских государств о признании ООП исключительным представителем палестинцев.
Соглашения на саммите в Кэмп-Дэвиде в 1978 году и Египетско-израильский мирный договор 1979 года, помимо всего, были направлены на учреждение системы самоуправления на Западном берегу реки Иордан и в Секторе Газа, что должно было со временем привести к переговорам по «окончательному статусу», но сами палестинцы в этих соглашениях не участвовали.
В 1987 году на территории Западного берега реки Иордан и сектора Газа началась Первая палестинская интифада — восстание палестинцев в период с 1987 по 1991 г., целью которой была провозглашена борьба против израильской оккупации территорий, завоёванных Израилем в ходе Шестидневной войны. Интифада привела к множеству жертв с обеих сторон конфликта.
В 1988 году Иордания отказалась от своих притязаний на Западный берег р. Иордан в пользу будущего палестинского государства, а годом ранее произошёл провал лондонских соглашений. В связи с этим возникло сильное давление со стороны международного сообщества на Израиль и палестинцев, чтобы те провели переговоры для урегулирования конфликта.
В 1991 году состоялась Мадридская мирная конференция, где израильские представители встретились в первый раз с представителями палестинцев, которые были частью совместной иордано-палестинской делегации. Конференция, хотя и не принесла прямых практических результатов, имела значение, поскольку именно на ней все стороны фактически согласились с принципом «территории в обмен на мир». На конференции было решено провести прямые двусторонние переговоры между Израилем и соседними арабскими государствами.
В 1992 году Ицхак Рабин вновь был избран премьер-министром.
В течение 1993 года заместитель министра иностранных дел Йоси Бейлин, втайне от И. Рабина, инициировал секретные переговоры — сначала в Лондоне, а затем в Осло. С израильской стороны их вели преподаватель Хайфского университета Яир Гиршфельд и его бывший ученик, историк и журналист Рон Пундак. Переговоры были непосредственно с руководством ООП, несмотря на то, что встречи с ним были запрещены на тот момент согласно израильскому законодательству. С продвижением переговоров Йоси Бейлин докладывал об их ходе министру иностранных дел Шимону Пересу и по мере продвижения переговоров и их дальнейшему прогрессу — премьер-министру Ицхаку Рабину, который дал разрешение на их продолжение.

## Механизм утверждения решений в Кнессете
Соглашения «Осло» были утверждены минимальным большинством голосов в Кнессете. Из 120 членов Кнессета соглашение Осло-1 поддержал только 61 депутат, при этом пять из них представляли арабские партии; 50 проголосовали против, ещё 9 воздержались или не участвовали в голосовании. Каирское соглашение о создании ПНА в секторе Газа и районе Иерихона было поддержано всего 52 членами Кнессета; оппозиция бойкотировала голосование. Договор Осло-2 был утвержден в 1995 году 61 голосом «за» при 59 «против», при этом двое из поддержавших соглашение были «перебежчиками», избранными в Кнессет от правой партии «Цомет», но перешедшими в правящую левоцентристскую коалицию за портфели министра энергетики (Гонен Сегев) и замминистра строительства (Алекс Гольдфарб). Историк Алек Эпштейн отмечал: «Да, в условиях демократии и большинство в один голос — тоже большинство, однако едва ли возможно достичь национального согласия на такой шаткой основе, особенно принимая во внимание тот факт, что это большинство зависело от голосов арабских депутатов, поддерживавших коалицию извне. Тот факт, что Гонен Сегев, голос которого склонил чашу весов в поддержку соглашения Осло-2, впоследствии был осужден за ввоз в Израиль наркотиков в особо крупных размерах по поддельному дипломатическому паспорту, окончательно превратил историю утверждения этого договора в одну из самых позорных страниц израильского парламентаризма».

## Содержание соглашений Осло
Соглашения Осло состоят из различных соглашений.

### Первое соглашение
Первое соглашение было подписано тайно в Осло 20 августа 1993 г. Шимоном Пересом и Махмудом Аббасом.
9 сентября 1993 года Ицхак Рабин и Ясир Арафат, в преддверии подписания соглашений, обменялись письмами о взаимном признании через министра иностранных дел Норвегии Йохана Йоргена Хольста.
Ясир Арафат направил премьер-министру Израиля Ицхаку Рабину письмо, в котором от имени ООП были впервые заявлены следующие принципы:
- признание права Израиля на существование в мире и безопасности;
- признание резолюций 242 и 338 Совета Безопасности ООН;
- обязательство по решению конфликта мирным путём;
- отказ от терроризма и других форм насилия;
- принятие ответственности за исполнение этих обязательств всеми элементами и структурами ООП;
- объявление недействительными пунктов Палестинской хартии, отрицающих право Израиля на существование;
- обязательство внести необходимые изменения Палестинской хартии на рассмотрение Палестинского национального совета.

Ответом Израиля на это письмо стало признание ООП как представителя палестинского народа на переговорах о мире.
13 сентября 1993 года в Вашингтоне, на лужайке Белого дома, на которой присутствовали президент США Билл Клинтон, премьер-министр Ицхак Рабин и председатель ООП Ясир Арафат, на торжественной церемонии Израиль и ООП подписали совместную Декларацию о принципах. Сам документ был подписан Шимоном Пересом от правительства Израиля и Махмудом Аббасом от ООП. Декларация была засвидетельствована государственным секретарём США Уорреном Кристофером от США и министром иностранных дел Российской Федерации Андреем Козыревым от России. После подписания состоялось историческое рукопожатие между Арафатом и Рабином.
Декларация содержала основные параметры промежуточного соглашения о палестинском самоуправлении, согласованные между сторонами: немедленное установление палестинской автономии в секторе Газа и анклаве Иерихона, скорейшее распространение её на палестинских жителей Иудеи и Самарии, договорённость о создании палестинского правительства и выборах законодательного совета. Особое внимание Декларация уделила развитию экономического сотрудничества между Израилем и ООП.
1. Соглашение «Газа-Иерихон» было подписано в Каире 4 мая 1994 года и определило статус территории сектора Газа и анклава Иерихона площадью около 65 квадратных километров. Соглашение охватывает четыре основных области — меры безопасности, гражданские вопросы, правовые проблемы и экономические отношения. Соглашение предусматривает вывод израильских войск с упомянутых территорий, передачу властных полномочий от израильской Гражданской Администрации Палестинской национальной администрации (ПНА), описывает структуру и состав ПНА, её юрисдикцию и законодательные полномочия, её полицейский контингент и будущие отношения между ПНА и Израилем.
2. 29 августа 1994 года Израиль и ООП подписали Соглашение о подготовке передачи полномочий и сфер ответственности, ставшее следующей фазой реализации Декларации о принципах. Речь идёт о передаче ПНА ответственности в пяти областях: образование и культура, социальное обеспечение, туризм, здравоохранение и налогообложение. Реализация соглашения завершилась 1 декабря того же года. 27 августа 1995 года был подписан протокол о передаче ПНА ответственности за трудовые отношения, торговлю и промышленность, газ и топливо, страхование, почтовое обслуживание, статистику, сельское хозяйство и местное самоуправление.

### Второе соглашение
Осло-2 (Осло-II)

Статус территорий Западного берега реки Иордан в соответствии с соглашениями в Осло:
Территория, аннексированная Израилем
Зона A: Под палестинским военным и гражданским контролем
Зона B: Под израильско-палестинским военным и палестинским гражданским контролем
Зона C: Под израильским военным и гражданским контролем

28 сентября 1995 года в Вашингтоне было подписано Временное палестино-израильское соглашение по Западному берегу Иордана и сектору Газа, получившее неформальное название «Осло-2» и завершившее первый этап переговоров между Израилем и ООП. Главной целью соглашения было расширение палестинского самоуправления в Иудее и Самарии путём создания избранного органа власти автономии — Палестинского Совета — на промежуточный период сроком не более пяти лет со дня подписания соглашения «Газа-Иерихон» (до мая 1999 года). Это должно было позволить палестинцам самостоятельно вести свои внутренние дела, свести к минимуму трения между израильтянами и палестинцами и начать новый этап мирного сосуществования и сотрудничества, опирающегося на общие интересы и взаимное уважение. Одновременно соглашение должно было защитить интересы Израиля в сфере как стратегической безопасности, так и охраны жизни и имущества израильских граждан на контролируемых территориях. Временное соглашение наметило курс развития отношений Израиля и ООП. Семь приложений к нему касаются мер безопасности, выборов, гражданских вопросов, правовых проблем, экономического сотрудничества и освобождения палестинских заключённых. Это соглашение дало палестинцам самоуправление в палестинских городах на Западном берегу р. Иордан и в Секторе Газа, а также в 450 палестинских деревнях.
В рамках соглашения Осло территория Западного берега реки Иордан и Сектора Газа была разделена на три зоны.
| Зона | Военный контроль | Гражданская администрация |
| ---- | ---------------- | ------------------------- |
| A    | ПНА              | ПНА                       |
| B    | Израиль и ПНА    | ПНА                       |
| C    | Израиль          | Израиль                   |

Кроме того, около 10 000 палестинцев были набраны для исполнения полицейских функций, получив тысячи трофейных автоматов Калашникова.
5 октября 1995 года глава правительства Ицхак Рабин представил Кнессету соглашение Табы — Осло-2, подписанное 28 сентября 1995 года. Кнессет поддержал эту договорённость большинством голосов (61 против 59). В своём выступлении Ицхак Рабин пояснил, что целью соглашений является предотвращение двунационального государства путём создания субъекта, который «меньше чем государство», и который будет самостоятельно управлять жизнью палестинцев под своим руководством. Рабин подчеркнул, что постоянное соглашение не будет возвращением к линиям 4 июня 1967 года, а сохранит единый Иерусалим, будут аннексированы поселенческие блоки и граница безопасности Израиля будет в Иорданской долине.
4 ноября 1995 года был убит премьер-министр Израиля Ицхак Рабин. Шимон Перес возглавил осуществление соглашений Осло II в передаче городов на Западном берегу реки Иордан под контроль ПНА.

## Главные проблемы
Соглашения Осло были подорваны следующими событиями:
- Непрекращающаяся террористическая активность ХАМАСа, Исламского джихада, Народного фронта освобождения Палестины и вооружённых формирований ФАТХ, полное бездействие властей ПНА как следствие неспособности и нежелания эффективного противодействия террору[17][18][19][20].
- Теракт в Пещере Патриархов (Хеврон), совершённый евреем против мусульман, во время которого было убито 29 молящихся мусульман в мечети Ибрагима (в Пещере Патриархов) и ещё более 150 получили ранения. Этот теракт был осуждён руководством Израиля и были приняты меры по обеспечению безопасности для молящихся (см. Гольдштейн, Барух).
- Серия тяжёлых терактов с использованием террористов-самоубийц в городах Израиля, привёдшая к большому количеству убитых и раненых, возросшая обеспокоенность о личной безопасности в израильском обществе[17][21].
- Соответствующие периоды блокады территорий ПНА после и для предотвращения терактов израильской армией приводят к экономическому упадку, вызывая ещё большую враждебность.
- Нежелание властей ПНА выдавать Израилю террористов и отпускание их из тюрьмы (власти ПНА арестовывали и заключали в тюрьму часть террористов[22][23], совершавших теракты против Израиля, но потом зачастую освобождали их. Подобная практика получила название «политики вращающихся дверей»[англ.]). В результате многие преступники продолжили свою террористическую деятельность[24][25][26][27][28][29].
- Обеспокоенность израильских властей в вопросе жизнеспособности договорённостей со службами безопасности ПНА и эффективности их кооперации в борьбе с террором.
- Основные спонсоры мирного процесса не в состоянии оказать ПНА требуемую экономическую помощь из-за процветающего взяточничества и коррумпированности всех её структур[30][31][32].
- Смена правительства в Израиле в мае 1996 года привела к отсрочке передислокации израильских войск в Хевроне, вооружённым столкновениям с жертвами с обеих сторон и выработке новых концепций по поводу переговоров об окончательном урегулировании.
- Активная поселенческая деятельность[33].
- Невыполнение параграфа, предоставляющего палестинцам право свободного проезда между Газой и Иерихоном, по причинам безопасности[34].

## Стоимость соглашений для Израиля

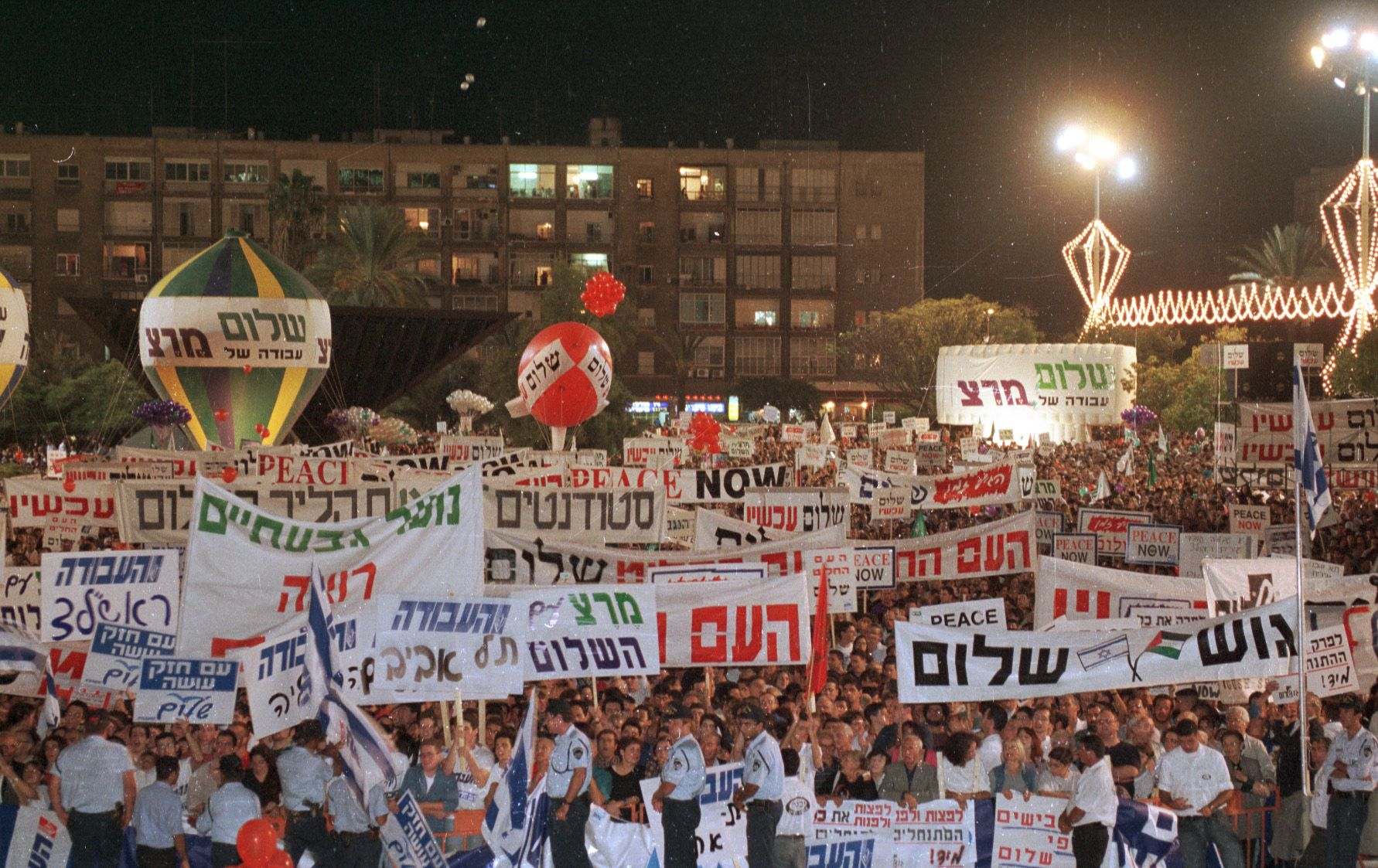
Демонстранты за Соглашение, 1995 г., Коллекция дан хадани, Национальная библиотека Израиля

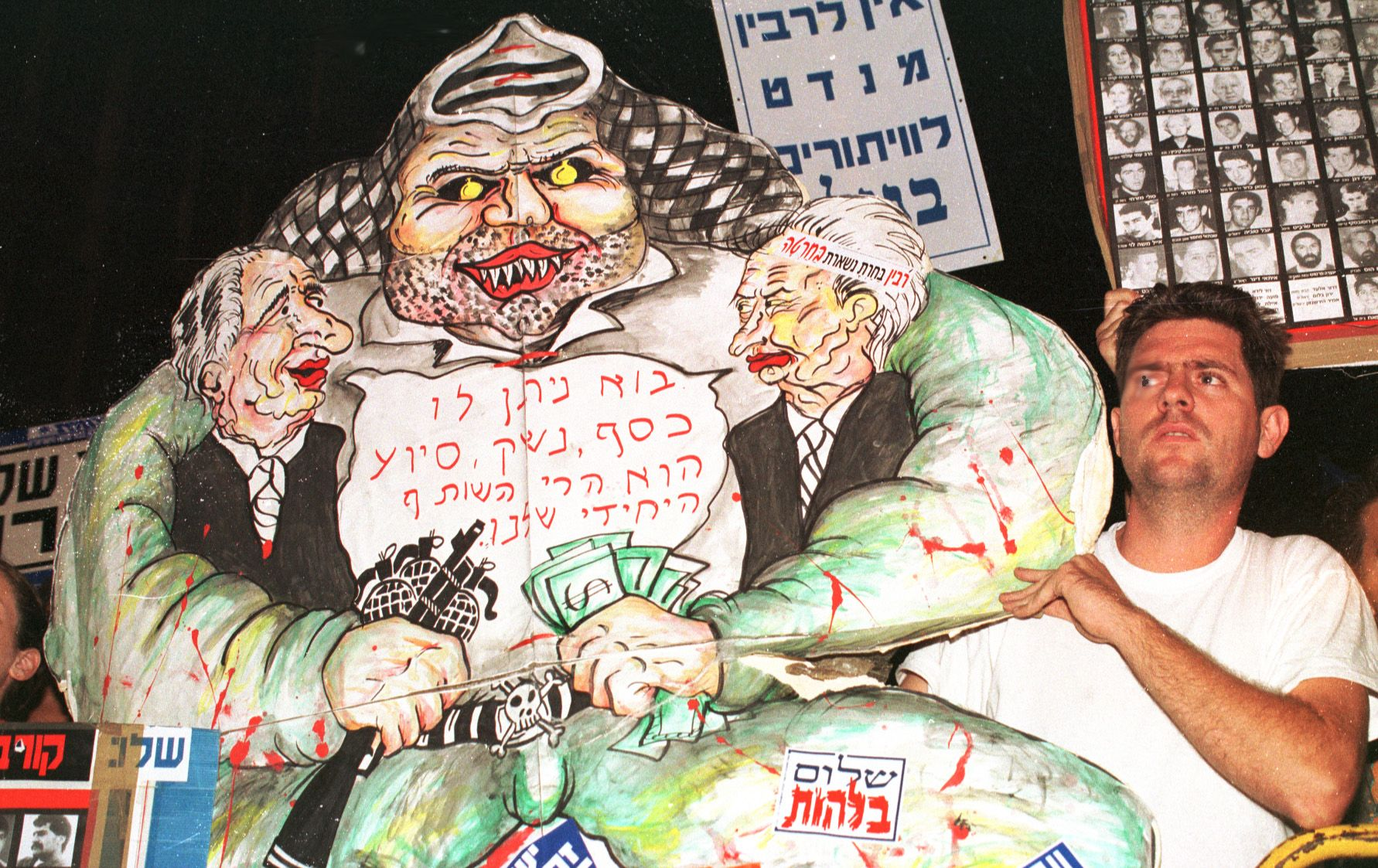
Демонстранты против Соглашения, 1995 г., Коллекция дан хадани, Национальная библиотека Израиля

По данным газеты Гаарец, соглашения привели к значительным положительным финансовым изменениям, в том числе ослабление арабского бойкота, подписание мирных договоров с арабскими странами и сокращение бюджета обороны на 20 и более процентов — это 100 миллионов шекелей, которые были инвестированы в хозяйство.
По данным, приводимым Моше Фейглиным в Фейсбуке, заместителем председателя Кнессета, стоимость соглашений для Израиля составила 423 миллиарда шекелей (около 121 млрд долларов), и каждый год тратится ещё 15,3 миллиарда шекелей (ок. 4,4 млрд долларов).
Вот как распределяются эти расходы:
1. Перевод средств в ПНА — 86 миллиардов шекелей и 4,53 миллиарда ежегодно.
2. Дополнительные расходы на общую службу безопасности — 28,5 миллиарда и 1,5 миллиарда ежегодно.
3. Пограничной полиции в Иудее и Самарии — 13 миллиардов и 0,7 миллиарда ежегодно.
4. Дополнительные силы ЦАХАЛ в Иудее и Самарии — 57 миллиардов и 3 миллиарда ежегодно.
5. Необходимые после соглашений охранники в любом общественном месте — 68 миллиардов и 3.57 миллиарда ежегодно.
6. Строительство объездных дорог — 20 миллиардов и 1 миллиард ежегодно.
7. Разделительная стена — 4,7 миллиарда.
8. Расходы и выплаты жертвам терроризма — 3,5 миллиарда.
9. Операция «Защитная стена» — 14 миллиардов.
10. Снижение доходов от туризма — 129 миллиардов и 1 миллиард ежегодно[36].